# Benedito Domingos
Benedito Augusto Domingos ComMM (São Sebastião do Paraíso, 23 de junho de 1934) é um político brasileiro, filiado ao Progressistas (PP). Pelo Distrito Federal, foi vice-governador, deputado federal e distrital, ambos durante dois mandatos..

## Carreira política
Foi administrador regional de Taguatinga pela primeira vez de 1979 a 1981. 
Posteriormente foi Secretário de Habitação e Presidente da Shis-Sociedade de Habitações de Interesse Social Ltda.
Em 1990 foi eleito deputado federal pelo antigo Partido Trabalhista Renovador (PTR), reeleito em 1994, pelo Partido Progressista (PP), e em 1998 foi eleito vice-governador do Distrito Federal na chapa que elegeu Joaquim Roriz ao governo do Distrito Federal. Em 2002, depois de romper com Roriz, foi candidato ao governo do Distrito Federal ficando em terceiro lugar. No segundo turno apoiou a candidatura do petista Geraldo Magela.
Eleito em 2006 deputado distrital pelo Partido Progressista, licenciou-se da Câmara Legislativa do Distrito Federal em 2007 para assumir novamente o cargo de administrador regional de Taguatinga.
Em 2010 foi reeleito para a Câmara Legislativa do Distrito Federal. Durante este mandato, enfrentou processo de cassação de mandato por quebra de decoro na Comissão de Ética. Encerrou o mandato em 2014 sem se candidatar a outro cargo.

## Prisão
No dia 3 de maio de 2016, o Superior Tribunal de Justiça determinou a expedição do mandado de prisão contra Benedito Domingos, o qual foi condenado a cinco anos e oito meses de prisão por fraudes em licitações e a quatro anos por corrupção passiva, penas que deverá cumprir inicialmente em regime semiaberto. Uma das acusações é a de que ele teria usado seu prestígio político para fazer com que a empresa de um filho ganhasse várias licitações no DF.
Sentença foi anulada em 2019.